# Arthur Wahl
Arthur C. Wahl (ur. 8 września 1917 w Des Moines, zm. 6 marca 2006 w Los Alamos) – amerykański naukowiec zajmujący się radiochemią i chemią jądrową. Pracując w zespole badawczym Glenna Seaborga odkrył w 1941 roku pierwiastek o liczbie atomowej 94 – pluton.

## Kariera naukowa

### Początki
W 1939 roku Arthur Wahl otrzymał bachelor’s degree od Iowa State University. By otrzymać stopień magistra trafił do Berkley, gdzie wybrał pracę z Josephem Kennedym i Glennem Seaborgiem, mającą na celu wyizolowanie i identyfikację chemiczną pierwiastka 94, później nazwanego plutonem.

### Odkrycie plutonu
Wahl oczyścił pierwiastek 93 (później nazwany neptunem) wyprodukowany w rezultacie bombardowania uranu deuteronami (d, 2n). Z rozpadu 23893Np (T1/2 = 2,1 dnia), z pomocą detektorów zbudowanych przez Kennedy’ego, zaobserwował wzrost długotrwałej aktywności alfa. Radiochemiczne podobieństwo tej aktywności do aktywności toru wymagało oddzielenia toru, aby jednoznacznie określić pochodzenie promieniowania alfa od pierwiastka 94 (238Pu). Wahl starał się zidentyfikować pierwiastek 94 poprzez przeprowadzenie go na wyższy stopień utlenienia niż +IV toru. 24 lutego 1941 w końcu udało mu się to, udowadniając, że aktywność alfa faktycznie pochodzi od nowego pierwiastka.

### Dalsza kariera
W 1942 Wahl otrzymał stopień doktora, za identyfikację plutonu. Publikacja dokumentów dotycząca jego pracy była wstrzymana, aż do zakończenia II wojny światowej. W okresie 1943–1946 był liderem zespołu w Los Alamos badającego chemię plutonu. Opracował chemię i procedury oczyszczania plutonu, które odegrały dużą rolę w projekcie Manhattan i były używane na skalę przemysłową w okresie wojny, jak i długo po jej zakończeniu.

### Kariera uniwersytecka
Po wojnie, Arthur Holly Compton zatrudnił Kennedy’ego jako szefa wydziału chemii na Washington University in St. Louis. Warunkiem Kennedy’ego, aby przyjąć to stanowisko było ściągnięcie wraz ze sobą Wahla i czterech innych członków (Lindsay Helmholz, David Lipkin, Herb Potratz, Sam Weissman) jego grupy z Los Alamos. W czasie swojej niemal 40-letniej pracy na Washington University 35 jego studentów uzyskało stopień doktora. W swojej pracy dydaktycznej zajmował się głównie chemią nieorganiczną oraz wstępem do pracy laboratoryjnej.

## Śmierć
W 1991 roku przeprowadził się z powrotem do Los Alamos, gdzie kontynuował swoją pracę, aż do 2005 roku, kiedy opublikował swoją ostatnią pracę. Chorował na chorobę Parkinsona. Zmarł 6 marca 2006 na zapalenie płuc.